# Shizuka
Shizuka (яп. 静香, /ʃiːzuːkɑː/) — японская рок-группа, образованная в Токио в 1992 году. Группа исполняла атмосферный психоделический нойз-рок и была признана за свой отличительный стиль на токийской психоделической музыкальной сцене. За восемнадцать лет своего существования группа выпустила четыре альбома и постоянно давала живые концерты, но всегда оставалась малоизвестной.
В 1992 году Сидзука Миура (вокал и ритм-гитара) начала сочинять музыку и выступать самостоятельно, но вскоре образовала дуэт с Маки Миурой (соло-гитара). Среди первых участников также были Дзюн Косуги (ударные) и Томоя Хирата (бас-гитара), а позже состав был дополнен Тетсуей «Севен» Мугишимой (бас-гитара), который заменил первого басиста. Состав группы неоднократно менялся и единственными постоянными участниками были Сидзука и Маки, вплоть до смерти Сидзуки в начале 2010 года.
Музыкальный стиль Shizuka сочетал в себе элементы психоделии, фолка, нойз-рока и эйсид-рока, сочетал атмосферную музыку с японской неопсиходелией, а ведущими элементами были вокал Сидзуки и гитара Маки. Вокал Сидзуки был медленным, распевным, завораживающим и дрожащим — характеристики, которые ассоциировались с печалью и «готической атмосферой». Гитара Маки дополняла вокал Сидзуки нежным перебором струн, но при этом вносила психоделический шум, контрастирующий с мелодичным и безмятежным звучанием.
Из четырёх альбомов Shizuka, Heavenly Persona (1994) был дебютным и единственным студийным альбомом группы. Остальные три были концертными альбомами: Live Shizuka (1995); Tokyo Underground '95 (2000); и Traditional Aesthetics (2008). Они также выпустили два видеоальбома: Shizuka в 1995 году и Endless Dream в 2010 году. Посмертные релизы включают Paradise of Delusion (2021).

## Характеристики
Стиль
Музыкальный стиль Shizuka отличается простыми аранжировками, варьирующимися от безмятежного и меланхоличного традиционного фолка до японского психоделического харш-нойза — характерный контраст, присутствующий в их записях и обычно переходящий в крещендо. В основе стиля лежат вокал Сидзуки и гитара Маки: вокал Сидзуки — распевный, медленный, монотонный и жалобный, часто с оттенком грусти, в то время как гитара Маки характеризуется как простым, деликатным перебором струн, так и эмоциональными дисторшн-соло в психоделическом шуме, что отражает влияние предыдущих работ Маки в таких группах, как Fushitsusha и Les Rallizes Dénudés. Звучание и атмосфера группы сравнимы с релизами лейбла 4AD.
Музыкальный журналист Алан Каммингс и обозреватель Андреа Моэд описали Shizuka как самобытную, а обозреватель Дин Макфарлейн – как уникальную, особенно в японской неопсиходелии. Это объясняется тщательным использованием группой гитарных эффектов, а также психоделическим шумом, контрастирующим с пронзительным вокалом Сидзуки, напоминающим мадригал. Вокал Сидзуки был несовершенным и немелодичным, но эти аспекты добавляли эмоциональности, являясь частью стиля группы.

## Дискография
Смотри статью «Дискография Shizuka» в англ. разделе.
Студийные альбомы
- Heavenly Persona (яп. 天界のペルソナ Tenkai no Perusona) (1994)

Концертные альбомы
- Live Shizuka (1995)
- Tokyo Underground 20, Jul '95 (2000)
- Traditional Aesthetics (яп. 伝承美学 Denshō Bigaku) (2008)
- Paradise of Delusion (яп. 妄想の楽園 Mousou no Rakuen) (2021)